# Windows Workflow Foundation
Windows Workflow Foundation (WWF) — підсистема в складі .NET Framework 3.0, орієнтована на візуальне програмування. WF використовує декларативну модель програмування.
Вільний переклад українською мовою терміна Workflow може бути таким — «послідовність виконуваних дій». Тобто ми декларативно описуємо послідовність виконуваних дій в нашій програмі. Для декларативного опису існує спеціальний дизайнер Workflow. Його можна завантажити окремо і інтегрувати в Visual Studio 2005.